# Abbaye de Spieskappel
L’abbaye de Spieskappel est un ancien monastère de chanoines prémontrés, dans le village de Spieskappel, aujourd'hui quartier de Frielendorf, dans le Land de Hesse (Allemagne).

## Histoire
En 1143, une vingtaine d'annees après la fondation de l'Ordre religieux, les chanoines prémontrés arrivent dans la région et fondent la collégiale, qui bénéficie du statut de franchise douanière, du droit de frapper de la monnaie et de son propre tribunal d'indulgence. Il ne reste plus rien de l'abbaye double fondée en 1145.
Les chanoines produisent du "Kasselerbraun", un pigment coloré, dans l'un des deux moulins du monastère. L'ocre est extraite de la mine du Ringsberg, ensuite traitée et raffinée. L'abbaye est touchée par l'incendie en 1301 et pillé pendant la Sternerkrieg en 1372.
En 1527, le monastère des chanoines est supprimé à la suite de la Réforme protestante. Il ne reste aujourd'hui pratiquement aucune trace structurelle du complexe monastique, à l'exception de l'ancienne église abbatiale. La basilique romane à toit plat fut construite entre 1145 et 1255. La nef et le bas-côté gauche restent, tandis que vers 1500 le bas-côté droit et le côté est furent démolis. Les bâtiments du monastère furent démolis au XVIIe siècle. Seuls quelques vestiges en sont encore visibles.

## Personnalité
- Martin Luther passe la nuit du 28 au 29 septembre 1529 dans les bâtiments de l'abbaye de Spieskappel lors de son voyage à Marbourg pour un débat religieux avec Ulrich Zwingli[5].